# Abakir
Anba Abakir, Abba Abakir, är sedan 2009 biskop för den koptisk-ortodoxa kyrkan i Sverige. Han residerar i S:t Mina-kyrkan i Södertälje.
Biskop Abakir har varit medlem av den koptisk-ortodoxa kyrkans heliga synod sedan 2004, då han vigdes som allmän biskop i Kairo av påve Shenouda III

## Biografi
Anba Abakir föddes i Kairo 4 maj 1962 med namnet Nady Samy Gobran. Anba Abakir avlade en kandidatexamen i medicin vid Ain Shams Universitet i Kairo. Han blev munk i Sankt Bishoi-klostret i Wadi Alnatrun i Egypten 22 Januari 1995 och fick namnet Fader Abakir El-Anba Bishoi. Därefter utsågs Fader Abakir att ta hand om koptiska kyrkan i Abu Dhabi.
2004 utsåg påve Shenouda III, den 117:e påven av Alexandria, fader Abakir till allmän biskop. Han fick namnet Anba Abakir. Biskop Anba Abakir har tjänstgjort i USA och Kanada, men mestadels har han funnits i Kairo. Han har skrivit samt komponerat flera hymner och har också komponerat psalmer. 2009 utsåg Hans Helighet Påve Shenouda III Anba Abakir till biskop av Skandinavien, det omfattar Sverige, Danmark, Norge, Finland och Island.
Under tiden Anba Abakir har varit biskop av Skandinavien har han bildat ett stift för koptiska ortodoxa kyrkan i Skandinavien. Det ligger i Södertälje, där Sankt Mina-kyrkan öppnades 2009 och blev invigd påve Tawadros II med den heliga Mairon Oljan under hans besök i Sverige september 2015. Dessutom invigdes en ny kyrka som fick namnet Sankt Markus och Sankt Påve Kyrillos VI i Norsborg december 2015, och i Malmö kyrkan Saint Demiana. Kyrkoförsamlingar finns i Tensta, Jakobsberg, Upplands Väsby, Norrköping och Kiruna. Dessutom fanns det kyrkorna Sankt Maria och Sankt Paulus kyrka i Midsommarkransen som Shenouda III invigde i september 1993 och Sankt Gurgies-kyrkan i Göteborg.
Koptiska stiftet i Sverige har nio präster, en i Danmark och en i Finland. Anba Abakir har också ordinerat flera diakoner och dessutom en del diakoner till högre rang. Under Anba Abakirs tid har han anordnat flera ungdomsmöten och ungdomskonferenser både i Sverige och utomlands.
Påve Tawadros II har besökt stiftet i Skandinavien. Han började med Norge och Danmark i juni 2014 och sedan Danmark och Sverige september 2015. Under besöket i Sverige invigde påven kyrkor och var på ett kyrkobesök till svenska kyrkan i Uppsala och träffade politiker och kyrkoledare.
Biskop Abakir kommer från en gammal koptisk prästfamilj. Hans mors morbror är Anba Athanasius, metropolit av Beni Suef (1962–2000). Påven Makarious III, den 114:e påven av Alexandria är hans morfars farbror. Familjen har sina rötter i staden El-Mahalla El-Kubra i Nildeltat i norra Egypten.